# Mark Farrington
Mark Farrington (Liverpool, 15 juni 1965) is een Engels oud-voetballer. Willem II haalde hem naar Nederland, waar hij later ook uitkwam voor Fortuna Sittard en Feyenoord. Farrington deed daarnaast België en Duitsland aan, voordat hij terugkeerde naar de Engelse competitie.

## Clubcarrière
Farrington speelt in de jeugd van Everton, waar een debuut in het eerste elftal uitblijft. Dit komt er in het seizoen 1983/84 wel bij Norwich City, op dat moment actief in de First Division.
Farrington is om disciplinaire redenen ontslagen bij Cardiff City, wanneer Willem II II hem de Noordzee over haalt. Met de Tilburgers wordt hij in zijn eerste jaar tweede in de Eerste divisie. Dat is goed voor een promotie naar de Eredivisie, waarin Farrington met Willem II vierde wordt.
Na een kort dienstverband bij het Belgische KRC Genk speelt hij in het seizoen 1989/90 een opmerkelijk seizoen voor Fortuna Sittard. Hij scoort daarin een hattrick voor de Limburgers tegen PSV in een met 4–1 gewonnen thuiswedstrijd op 22 april 1990 en maakt tegen FC Volendam vier doelpunten in één wedstrijd in een eveneens met 4–1 gewonnen thuiswedstrijd op 6 mei 1990. Met Fortuna Sittard eindigt Farrington dat seizoen 1989/90 als zevende van de achttien Eredivisieclubs.
Vervolgens gaat Farringtons loopbaan bergafwaarts. Bij Hertha BSC komt hij niet tot scoren en mag hij na negen wedstrijden vertrekken. Wim Jansen pikt hem voor Feyenoord op in de winterstop van 1990/91, maar dat gebruikt hem niet meer dan vijf duels. De Engelsman gaat vervolgens terug naar Engeland om daar nog vijf jaar onder het hoogste niveau te spelen.